# Microgramma
Microgramma, rod pravih paprati (papratnice) iz potporodice Campyloneuroideae, dio porodice Polypodiaceae, red Polypodiales. Postoji 31 priznatih vrsta (i jedan hibrid) raširenih po suptropskoj i tropskoj a Africi i Americi
Tipična vrsta je Polypodium persicariifolium Schrad., sinonim za Microgramma persicariifolia (Schrad.) C.Presl.

## Vrste
1. Microgramma baldwinii Brade
2. Microgramma bifrons (Hook.) Lellinger
3. Microgramma bismarckii (Rauh) B. León
4. Microgramma brunei (Wercklé ex Christ) Lellinger
5. Microgramma cordata (Desv.) Crabbe
6. Microgramma crispata (Fée) R. M. Tryon & A. F. Tryon
7. Microgramma dictyophylla (Kunze ex Mett.) de la Sota
8. Microgramma fosteri B. León & H. Beltrán
9. Microgramma geminata (Schrad.) R. M. Tryon & A. F. Tryon
10. Microgramma heterophylla (L.) Wherry
11. Microgramma latevagans (Maxon & C. Chr.) Lellinger
12. Microgramma lindbergii (Mett.) de la Sota
13. Microgramma lycopodioides (L.) Copel.
14. Microgramma mauritiana (Willd.) Tardieu
15. Microgramma megalophylla (Desv.) de la Sota
16. Microgramma microsoroides Salino, T. E. Almeida & A. R. Sm.
17. Microgramma mortoniana de la Sota
18. Microgramma nitida (J. Sm.) A. R. Sm.
19. Microgramma percussa (Cav.) de la Sota
20. Microgramma persicariifolia (Schrad.) C. Presl
21. Microgramma piloselloides (L.) Copel.
22. Microgramma recreense (Hieron.) Lellinger
23. Microgramma reptans (Cav.) A. R. Sm.
24. Microgramma rosmarinifolia (Kunth) R. M. Tryon & A. F. Tryon
25. Microgramma squamulosa (Kaulf.) de la Sota
26. Microgramma tecta (Kaulf.) Alston
27. Microgramma thurnii (Baker) R. M. Tryon & Stolze
28. Microgramma tobagensis (C. Chr.) C. D. Adams & Baksh.-Com.
29. Microgramma tuberosa (Maxon) Lellinger
30. Microgramma ulei (Hieron.) Stolze
31. Microgramma vaccinifolia (Langsd. & Fisch.) Copel.
32. Microgramma × moraviana L. D. Gómez

## Sinonimi
- Adetogramma T.E.Almeida
- Anapeltis J.Sm.
- Craspedaria Link
- Epidryopteris Rojas Acosta
- Lopholepis J.Sm.
- Mecosorus Klotzsch
- Solanopteris Copel.